# Melanorozaur
Melanorozaur (Melanorosaurus) – zauropodomorf z rodziny melanorozaurów (Melanorosauridae).
Żył w okresie późnego triasu (ok. 225-210 mln lat temu) na terenach Afryki. Długość ciała ok. 10-12 m, wysokość ok. 3,5 m, masa ok. 4 t. Jego szczątki znaleziono w Republice Południowej Afryki (w Kraju Przylądkowym).
Rodzaj obejmuje jeden gatunek: Melanorosaurus readi Haughton (1924). Opisany w 1993 roku drugi gatunek, Melanorosaurus thabanensis, został w 2016 roku ustanowiony gatunkiem typowym odrębnego rodzaju Meroktenos.